# High Society (film, 1924)
Pour les articles homonymes, voir High Society.
Pour plus de détails, voir Fiche technique et Distribution.
High Society est un film muet américain de Robert F. McGowan, de la série Les Petites Canailles, sorti en 1924.

## Fiche technique
- Réalisation : Robert F. McGowan
- Production : Hal Roach
- Genre : Comédie
- Pays de production :  États-Unis
- Langue : anglais
- Format : noir et blanc - Muet
- Date de sortie : 
  - États-Unis : 24 août 1924

## Distribution
- Mickey Daniels : Mickey Kelly
- Jackie Condon : Percy Kelly
- Mary Kornman
- Joe Cobb
- Allen Hoskins